# Carlantino

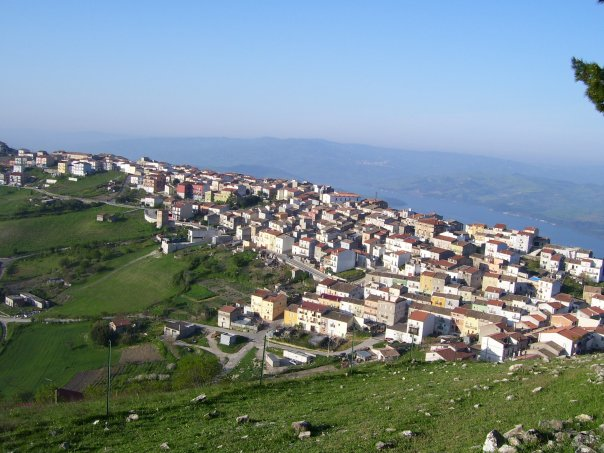
Panorama von Carlantino

Carlantino ist eine italienische Gemeinde (comune) mit 791 Einwohnern (Stand 31. Dezember 2023) in der Provinz Foggia in Apulien. Die Gemeinde liegt etwa 49,5 Kilometer westnordwestlich von Foggia am Lago di Occhito und am Fortore und grenzt unmittelbar an die Provinz Campobasso (Molise).

## Geschichte
216 v. Chr. soll auf den Feldern zwischen dem heutigen Carlantino und der Nachbargemeinde Celenza Valfortore eine Schlacht zwischen Hannibal und den Römern stattgefunden haben. Die heutige Gemeinde ist aber erst im 16. Jahrhundert gegründet worden.